# We Didn't Start the Fire
«We Didn't Start the Fire» (en español "Nosotros no encendimos el fuego") es una canción pop de Billy Joel que hace referencia a los principales acontecimientos que ocurrieron en el mundo desde el momento en que Joel nació hasta que compuso la canción (desde 1949 hasta 1989). 
El sencillo fue incluido en el álbum Storm Front ("Frente de tormenta"). Los acontecimientos que se nombran se mezclan con un estribillo que afirma que "Nosotros no empezamos el fuego" (We didn't start the fire). La canción llegó a estar en el primer puesto en las listas de Estados Unidos.
La canción y el video han sido interpretados como una refutación a las críticas hacia la generación de Joel (la generación del baby boom, baby-boomer o simplemente boomer), de parte de las que la precedieron y sucedieron, afirmando que sus protagonistas habían sido los culpables de los problemas que aquejaban al mundo en ese momento. El título de la canción, así como su estribillo, insinúan que el frenesí y la agitación con la que otros les criticaban, reflejaban el estado del mundo desde tiempos remotos, mucho antes de su generación, pero que esos críticos no lo tomaban en cuenta. El mensaje contrasta fuertemente con la canción "Allentown", la cual compuso antes en su carrera, y en la que culpa a la generación de sus padres por los problemas contemporáneos.

## Historia
Joel explica que escribió la canción por su interés personal por la historia; de hecho, afirma que de no haber sido cantante de rock and roll, hubiera querido ser profesor de historia. A diferencia de la mayoría de las canciones de Joel, en esta la letra fue escrita antes que la música; es por ello que la melodía tiene un estilo tan poco usual. Pese a esto, la canción tuvo un gran éxito comercial y estuvo en el primer puesto de la lista Billboard de los Estados Unidos.
We Didn't Start the Fire fue escrita por Joel tras una conversación con el hijo de John Lennon, Sean. Sean se quejaba de que estaba creciendo en una época difícil. 
Aunque la canción fue N.º 1 en EE. UU., y N.º 7 en el Reino Unido, la revista Blender ubicó al tema en cuestión en el puesto n.º 44 en su lista de las 50 peores canciones de la historia. Por otro lado, We didn't start the fire también apareció en el mismo puesto en la lista de VH1 titulada Las 50 peores canciones de todos los tiempos.

## Posiciones en las listas
| Lista                                               | Posición |
| --------------------------------------------------- | -------- |
| ARC Weekly Top 40                                   | 1        |
| Singles Chart, de Austria                           | 7        |
| Media Control Charts de Alemania                    | 4        |
| Billboard Hot 100, de EE. UU.                       | 1        |
| Billboard Hot Adult Contemporary Tracks, de EE. UU. | 5        |
| Singles Chart del Reino Unido                       | 7        |

## Hechos históricos referidos en la canción
Por su estilo, la canción puede ser considerada en la línea de creaciones como "Subterranean homesick blues", "Life is a rock (but the radio rolled me)" e "It's the End of the World as We Know It (And I Feel Fine)", ya que consisten en una serie de frases no relacionadas entre sí, dichas rápidamente, y recitadas en lugar de cantadas. 
Los siguientes acontecimientos están ordenados tal y como aparecen en la canción: siguen un orden cronológico, año a año, con algunas excepciones en el orden de acontecimientos dentro del año. Los títulos de los acontecimientos pueden aparecer modificados respecto a la canción por motivos de claridad y precisión. Los 119 acontecimientos mencionados en la canción son de índole variada, tales como entretenimiento, romances, deportes, política, y los conflictos de la Guerra Fría, todos entremezclados, mostrando la imagen de la cultura general de ese tiempo como un todo. 
1949
- Harry Truman asume el cargo de presidente de los Estados Unidos, después de haber sido elegido en 1948; previamente había jurado como presidente tras la muerte en el cargo de Franklin D. Roosevelt. Fue quien autorizó el uso de bombas atómicas en Hiroshima y Nagasaki, en Japón, durante la Segunda Guerra Mundial, el 6 de agosto de 1945 y el 9 de agosto de 1945, respectivamente.
- Doris Day comienza a ser famosa con las películas My Dream Is Yours e It's a Great Feeling, además de la popular canción "It's Magic".
- China Roja (Red China) surge cuando el Partido Comunista Chino gana la Guerra civil de China, estableciendo la "República Popular China".
- Johnnie Ray firma su primer contrato con Okeh Records, aunque no obtendría popularidad hasta dos años después.
- South Pacific, musical que ganó múltiples premios (entre ellos diez premios Tony), se estrena en Broadway el 7 de abril.
- Walter Winchell fue un agresivo periodista de radio y de periódicos, al que se le atribuye la invención de la columna de sociedad (gossip column).
- Joe DiMaggio se lesiona al principio de la temporada, pero logra regresar en junio y lleva a los New York Yankees a ganar la Serie Mundial de 1949.

1950
- Joe McCarthy, senador de Estados Unidos, obtiene fama nacional y comienza su cruzada anticomunista con su discurso del Lincoln Day (celebración del partido Republicano).
- Richard Nixon es elegido como senador de Estados Unidos por el estado de California.
- Studebaker, una famosa compañía automotriz estadounidense con casi 100 años de historia, comienza su declive financiero.
- La televisión comienza a difundirse (en blanco y negro) en Estados Unidos y se convierte en el medio de comunicación más popular.
- Corea del Norte y Corea del Sur se enfrentan en la guerra de Corea cuando las tropas del Norte cruzan la frontera y atacan a Corea del Sur, el 25 de junio.
- Marilyn Monroe crece en popularidad con cinco nuevas películas, entre las que se incluyen The Asphalt Jungle y All About Eve, e intenta suicidarse tras la muerte de su amante Johnny Hyde. Monroe se casaría más tarde (en 1954) con Joe DiMaggio (mencionado en el anterior verso).

1951
- Ethel y Julius Rosenberg son condenados a muerte el 29 de marzo por espionaje. Insistieron en su inocencia incluso poco antes de sus ejecuciones. No obstante el ultrasecreto proyecto Venona, que había logrado descifrar comunicaciones soviéticas, apuntaba al espionaje de Julius para los soviéticos.
- La bomba H está en el medio de su desarrollo como arma nuclear, presentada a principios de 1950 y probada por primera vez a finales de 1952.
- Sugar Ray Robinson, el boxeador, obtiene el título de campeón del mundo en peso medio.
- Panmunjom, una pequeña localidad ubicada en la frontera entre Corea del Norte y Corea del Sur, es el lugar elegido en 1951 para iniciar las negociaciones de paz para terminar la guerra de Corea.
- Marlon Brando es nominado para los Óscar por su papel en la película Un tranvía llamado Deseo, comenzando su ascenso en el mundo del cine.
- El rey y yo (The king and I), el musical, se estrena en Broadway el 29 de marzo.
- Se publica  El guardián entre el centeno (The catcher in the rye), una controvertida novela de J. D. Salinger.

1952
- Dwight D. Eisenhower es elegido por primera vez como presidente de Estados Unidos, ganando ampliamente con un resultado de 442 a 89.
- La vacuna contra la poliomielitis empieza a ser probada por el investigador Jonas Salk.
- Isabel II es coronada reina del Reino Unido y los Reinos de la Mancomunidad tras la muerte de Jorge VI.
- Rocky Marciano vence a Jersey Joe Walcott, convirtiéndose en el campeón del mundo de peso pesado.
- Liberace, el famoso pianista, triunfa en la televisión de Estados Unidos con su programa The Liberace Show.
- George Santayana, filósofo, ensayista, poeta, y novelista, muere el 26 de septiembre.

1953
- Iósif Stalin muere el 5 de marzo, abriendo el camino a los aspirantes a sucederlo como líder de la Unión Soviética.
- Georgi Maksimiliánovich Malenkov sucede temporalmente a Stalin durante seis meses.
- Gamal Abdel Nasser entra en el gobierno de Egipto como ministro del Interior de Muhammad Naguib, y tras el cese de este en noviembre, es designado jefe de Estado.
- Sergéi Prokófiev, el compositor, muere el 5 de marzo, el mismo día que Stalin.
- Winthrop Rockefeller, miembro de la familia Rockefeller, aparece en las noticias por su controvertido divorcio que concluirá con un pago de 5 millones y medio de dólares. Se muda a Arkansas, creando Winrock Enterprises y Winrock Farms y comenzando su carrera política.
- Roy Campanella, un jugador de béisbol afroamericano de los Brooklyn Dodgers, recibe el premio de Mejor Jugador de la Liga Nacional por segunda vez.
- El Bloque comunista, el grupo de naciones bajo regímenes comunistas y en particular las Estados satélites soviéticos de Europa Oriental, es noticia por la sublevación de 1953 en Alemania del Este.

1954
- Roy Cohn renuncia como cónsul jefe de Joseph McCarthy.
- Juan Domingo Perón pasa su último año como Presidente de Argentina antes del Golpe de Estado de septiembre de 1955.
- Arturo Toscanini llega a la fama como director de orquesta, trabajando en la radio y, sobre todo, en la NBC Symphony Orchestra.
- El tereftalato de polietileno o dacrón llega al mercado, como una fibra artificial hecha del mismo plástico que el poliéster.
- Batalla de Dien Bien Phu: en un pequeño pueblo de Vietnam del Norte, la Legión Extranjera Francesa es derrotada por el ejército del Viet Minh en la última batalla de la guerra de Indochina, lo que lleva a la creación de Laos, Camboya, Vietnam del Norte y Vietnam del Sur.
- Rock Around the Clock, canción lanzada por Bill Haley & His Comets en mayo, se convierte en un incuestionable hit, esparciendo el naciente rock and roll por todo el mundo.

1955
- Albert Einstein muere el 18 de abril, a los 76 años.
- James Dean logra el éxito con las películas East of Eden y Rebel Without a Cause, es candidato al premio Óscar como mejor actor y muere en un accidente automovilístico el 30 de septiembre.
- Serie Mundial de Béisbol de 1955: el equipo de los Brooklyn Dodgers gana la Serie Mundial por primera vez, antes de mudarse a Los Ángeles.
- Davy Crockett, una serie de televisión de Disney que trata del personaje legendario del mismo nombre, alcanza un gran éxito entre los niños e impone la moda de usar sombrero de piel de mapache.
- Peter Pan (musical de 1954) es emitido en la televisión estadounidense el 7 de marzo en directo y en color desde Broadway, protagonizado por Mary Martin, alcanzando una audiencia récord de 65 millones de espectadores.
- Elvis Presley firma su contrato con RCA Records el 21 de noviembre, comenzando su carrera en la música.
- Disneyland es inaugurado el 17 de julio como el primer parque de diversiones de Walt Disney.

1956
- Brigitte Bardot aparece en su primera película exitosa, Y Dios creó a la mujer (And God created woman), y comienza a crearse su fama internacional.
- Budapest, la capital de Hungría, es el sitio de la frustrada Revolución Húngara de 1956
- Alabama es el escenario del boicot de autobuses en Montgomery, campaña que consigue declarar anticonstitucionales las leyes raciales de Alabama y da lugar al Movimiento por los derechos civiles en Estados Unidos.
- Nikita Jruschov hace su "discurso secreto", en el que denunciaba el "culto de la personalidad" de Iósif Stalin, el 23 de febrero. El discurso se hace famoso ese mismo año por todo el mundo.
- Grace Kelly  estrena su última película, High Society, y se casa con Raniero III de Mónaco.
- Peyton Place, novela de Grace Metalious, es publicada y permanece en la lista de best-sellers del New York Times durante 59 semanas.
- La crisis del Canal de Suez estalla cuando Egipto lo nacionaliza, el 29 de octubre.

1957
- Little Rock, Arkansas es lugar de enfrentamientos cuando el gobernador Orval Faubus usa a la Guardia Nacional para impedir el acceso de nueve estudiantes afroamericanos (los Little Rock Nine) a la Little Rock Central High School, y el presidente Eisenhower envía a la 101.ª División Aerotransportada para escoltarlos a las clases.
- Boris Pasternak, escritor ruso, publica su novela Doctor Zhivago.
- Mickey Mantle está en la mitad de su carrera como jardinero derecho de los New York Yankees, y es elegido mejor jugador de la Liga por sexto año consecutivo.
- Jack Kerouac publica su primera novela en siete años, On the Road ("En el camino").
- El Sputnik es el primer satélite artificial, lanzado al espacio por la Unión Soviética el 4 de octubre, comenzando la carrera espacial.
- Zhou Enlai, presidente de la República Popular China, sobrevive a un intento de asesinato en el jet Kashmir Princess.
- El puente sobre el río Kwai (The Bridge on the River Kwai), película basada en la novela del mismo nombre 1954, se estrena y recibe siete premios Óscar.

1958
- El Líbano sufre una crisis política y religiosa que llevará a la intervención de tropas estadounidenses.
- El general Charles de Gaulle es elegido primer presidente de la Quinta República Francesa, después de la Crisis de Argelia.
- El béisbol llega a California cuando los Brooklyn Dodgers y los New York Giants se mudan a California, convirtiéndose respectivamente en Los Angeles Dodgers y los San Francisco Giants.
- Charles Starkweather atrae la atención de los estadounidenses, al asesinar a once personas, antes de ser atrapado en una búsqueda masiva en Douglas, Wyoming.
- La Talidomida, un sedante y calmante de náuseas, provoca el nacimiento de niños con malformaciones congénitas.

1959
- Buddy Holly muere en un accidente aéreo el 3 de febrero, junto con Ritchie Valens y The Big Bopper, en un día que tuvo un impacto devastador en la cultura juvenil. El día fue inmortalizado por Don McLean como "El día que murió la música" en su famosa canción tributo American Pie.
- Ben-Hur, una película sobre el Nuevo Testamento con Charlton Heston como protagonista, gana once Premios Óscar.
- Monos en el espacio: Los monos Able y Baker son los primeros en regresar vivos a la Tierra desde el espacio, a bordo de la nave Jupiter AM-18.
- La Mafia es el centro de atención del FBI y la atención pública, de origen histórico siciliano, pero firmemente instalada en los Estados Unidos, en particular en Nueva York y Chicago.
- El hula hoop alcanza 100 millones de dólares en ventas en Estados Unidos al ser el juguete de moda.
- Fidel Castro llega al poder luego de una revolución en Cuba, y visita los Estados Unidos ese mismo año, en una gira no oficial de doce días.
- Edsel: La producción de este automóvil termina al no tener éxito comercial luego de sólo dos años y $400 millones en gastos por parte de Ford.

1960
- Lockheed U-2: Un avión U-2 estadounidense es derribado por la Unión Soviética, causando un serio incidente diplomático.
- Syngman Rhee, presidente de Corea del Sur, es obligado a renunciar, acusado de manipular las elecciones y malversar más de veinte millones de dólares y es rescatado por la CIA.
- La Payola se hace pública por las declaraciones del presentador de espectáculos Dick Clark frente al Congreso de Estados Unidos, y la caída en desgracia del famoso disc-jockey Alan Freed.
- John F. Kennedy vence a Richard Nixon en las elecciones presidenciales de Estados Unidos del 8 de noviembre, entre sospechas de fraude electoral.
- Chubby Checker populariza el baile twist con su canción homónima.
- Psicosis (Psycho), un thriller de Alfred Hitchcock, basada en la novela de Robert Bloch y adaptada por Joseph Stefano, se convierte en un punto de referencia en violencia gráfica y en el sensacionalismo. Los chirridos de violines que se oyen de fondo en la canción son un símbolo de la banda sonora de la película.
- Crisis del Congo: La República Democrática del Congo se declara independiente de Bélgica el 30 de junio, con Joseph Kasavubu como presidente y Patrice Lumumba como primer ministro. Poco después, el ejército belga intervine en el Congo.

1961
- Ernest Hemingway se suicida el 2 de julio, luego de una larga batalla contra la depresión.
- Adolf Eichmann, un nazi buscado internacionalmente por sus crímenes de guerra, es localizado en Argentina y capturado por agentes del Mossad. Es llevado secretamente a Israel, en donde es enjuiciado por sus crímenes de lesa humanidad cometidos en Alemania durante la Segunda Guerra Mundial, condenado, y ejecutado en la horca.
- Stranger in a Strange Land: Escrita por Robert A. Heinlein, es un éxito editorial (best-seller) novedoso, por incluir temas como la libertad sexual y la liberación.
- Bob Dylan: tras una crítica publicada en el New York Times escrita por Robert Shelton, Bob Dylan firma su contrato con Columbia Records.
- Berlín: Alemania Oriental construye el Muro de Berlín, separando en dos partes a Alemania Occidental y Alemania Oriental, para evitar que los ciudadanos escapen a la parte occidental de la dividida ciudad.
- Invasión de Bahía de Cochinos (del inglés Bay of Pigs, Playa Girón para los cubanos): Fallido intento indirecto de Estados Unidos, el 17 de abril, de invadir Cuba y derrocar a Fidel Castro.

1962
- Lawrence de Arabia, película basada en la vida de T. E. Lawrence y protagonizada por Peter O'Toole, se estrena en EE. UU. el 16 de diciembre y gana siete premios Óscar.
- Universidad de Misisipi: James Meredith desegrega la Universidad de Misisipi (conocida como Ole Miss); la oposición a la medida causa disturbios.
- John Glenn, el 20 de febrero, se convierte en el primer astronauta estadounidense en realizar un vuelo auténticamente orbital, a bordo de la cápsula espacial Friendship 7. Unos meses antes el astronauta Gordon Sheppard había realizado un vuelo, pero suborbital.
- Sonny Liston vence a Floyd Patterson en la pelea por el título mundial de peso pesado, el 25 de septiembre, terminando en un knockout en el primer asalto. Fue la primera vez que Patterson fue noqueado y una de las únicas ocho veces que perdió en veinte años de carrera.

1963
- El Papa Pablo VI es elegido como sucesor del fallecido Juan XXIII.
- Malcolm X dice la famosa frase "los pollos vuelven a casa a dormir" sobre el asesinato de Kennedy, causando que la Nación del Islam lo censure.
- Caso Profumo: El Secretario de Estado de Guerra británico tiene una relación con una bailarina, y luego miente al ser consultado por ello ante la Cámara de los Comunes (House of Commons, Cámara Baja del Parlamento británico). Cuando la verdad sale a la luz, decide renunciar, arruinando la credibilidad del primer ministro.
- Beatlemania: en 1963 la banda británica The beatles consigue su primer exito en el reino unido Please Please Me lo cual hace que se forme un gran fanatismo hacia ellos llamado Beatlemania
- Asesinato de John F. Kennedy: El presidente John F. Kennedy es asesinado el 22 de noviembre mientras paseaba en el convertible presidencial, en la ciudad texana de Dallas.

1965
- Control de natalidad: A principios de los años 1960, los anticonceptivos orales, normalmente conocidos como "la píldora", salen al mercado y cobran popularidad. El caso Griswold v. Connecticut en 1965 declara inválida una ley que prohibía los anticonceptivos en el estado estadounidense de Connecticut.
- Hồ Chí Minh, comunista vietnamita y presidente de Vietnam del Norte desde 1954 hasta 1969. El 2 de marzo comienza la Operación Rolling Thunder: bombardeos del ejército estadounidense contra instalaciones de Vietnam del Norte.

1968
- Richard Nixon: el exvicepresidente Nixon es elegido Presidente de los Estados Unidos en las elecciones de 1968.

1969
- Carrera espacial: el Apollo 11 se convierte en la primera nave tripulada que aterriza en la Luna.
- Festival de Woodstock: el famoso festival de rock and roll de 1969 llega a ser el eje principal del movimiento contracultural norteamericana.

1974
- Escándalo de Watergate: este espionaje político lleva al presidente Nixon a dimitir de su cargo.
- Punk rock: se forma el grupo The Ramones, que junto con los Sex Pistols en 1975 iniciaron la era punk en la música, llenando las listas de éxitos musicales de dicho estilo durante esos años.

1977
- Menachem Begin que es nombrado ese año primer ministro de Israel negocia los Acuerdos de Camp David con el presidente de Egipto, Anwar Al-Sadat, en 1978.
- Ronald Reagan antiguo actor y gobernador del estado de California realiza su primer intento para ser presidente de Estados Unidos.

1976
- Palestina: la Organización para la Liberación de Palestina es admitida como miembro de la Liga Árabe.
- Secuestro de aviones: comienzan a sucederse secuestros de aviones, principalmente el vuelo 139 de Air France y el posterior rescate israelí (Operación Entebbe) en Uganda.

1979
- Ayatolás en Irán: durante la Revolución Irání de 1979, el Shah es derrocado y el ayatolá Ruhollah Jomeini obtiene el poder luego de años en el exilio.
- Intervención soviética en Afganistán: después de entrar en Afganistán, los soviéticos comienzan a luchar en una guerra de diez años, desde 1979 hasta 1989.

1983
- La ruleta de la fortuna (The wheel of fortune) se emite por primera vez en televisión en Estados Unidos en 1983, con grandes audiencias desde ese momento.
- Sally Ride se convirtió en 1983 en la primera mujer estadounidense en viajar al espacio y en la tercera del mundo tras las soviética Valentina Tereshkova y Svetlana Savítskaya.
- Heavy metal y suicidios: En los años 80 Ozzy Osbourne y las bandas Metallica y Judas Priest son llevados a juicio acusados de esconder mensajes subliminales a favor del suicidio en su música. (El propio Billy Joel años después aclararía y confirmaría, desde su sitio web oficial, que ambos conceptos, pese a estar separados por una coma, están relacionados entre sí en la canción; al igual que en el caso de Corea del Norte y del Sur).
- Deuda externa: persiste el déficit del comercio de EE. UU. La deuda externa con Japón y otros países provoca, entre otros efectos, una subida de la inflación.[cita requerida]
- Veteranos de Vietnam sin hogar: Se informa de que muchos veteranos de la guerra de Vietnam, entre los que se incluyen muchos discapacitados, viven en la calle sin tener casa "sin techo" (homeless).
- El SIDA se detecta y reconoce por primera vez, cuando ya va camino de convertirse en una pandemia, como una mezcla de síntomas e infecciones en los humanos que resulta del daño específico al sistema inmunitario causado por el Virus de Inmunodeficiencia Humana (VIH).
- El crack, una droga basada en la cocaína, y tan adictiva como ella, pero mucho más barata, se hace extremadamente popular durante esta década, dando lugar a la Epidemia de Crack. En 1985, el gobierno federal estadounidense admitiría que se trataba de un "problema de salud pública".

1984
- Bernhard Goetz: el 22 de diciembre, Goetz disparó a cuatro hombres que, según él, estaban amenazando con robarle, en el subterráneo de la ciudad de Nueva York, dando lugar a un debate social sobre la violencia urbana y el vigilantismo. Goetz fue acusado de intento de homicidio y otros cargos, pero fueron retirados salvo una multa por tener un arma sin licencia.

1988
- Jeringas en las playas: entre 1987 y 1988 son encontrados desechos médicos y basura en las playas de Nueva Jersey, luego de haber sido arrojados ilegalmente al mar. Antes de este acontecimiento, la basura arrojada a los océanos no era algo que preocupara al mundo.

1989
- Ley marcial de China: El 20 de mayo, en los acontecimientos de Tiannanmen, el régimen comunista chino declara la ley marcial, la cual le permite emplear a las Fuerzas Armadas para reprimir las protestas estudiantiles.
- Rocanrolero, guerras de las colas: Las dos principales marcas de refrescos de cola, las estadounidenses Coca-Cola y Pepsi, comienzan a emplear estrellas del rock&roll en sus campañas publicitarias para atraer a los consumidores jóvenes. Por ejemplo, Pepsi gastaría grandes cantidades de dinero para "tener en sus filas" al rey y a la reina del pop, Michael Jackson y Madonna, respectivamente.

De las 56 personas mencionadas en la canción por su nombre, cuatro todavía estaban vivos a septiembre de 2022: Brigitte Bardot, Chubby Checker, Bob Dylan, y Bernhard Goetz.
Sólo dos personas, los antiguos presidentes estadounidenses John F. Kennedy y Richard Nixon, son mencionados dos veces en la canción.